# ふれあいSUN-IN

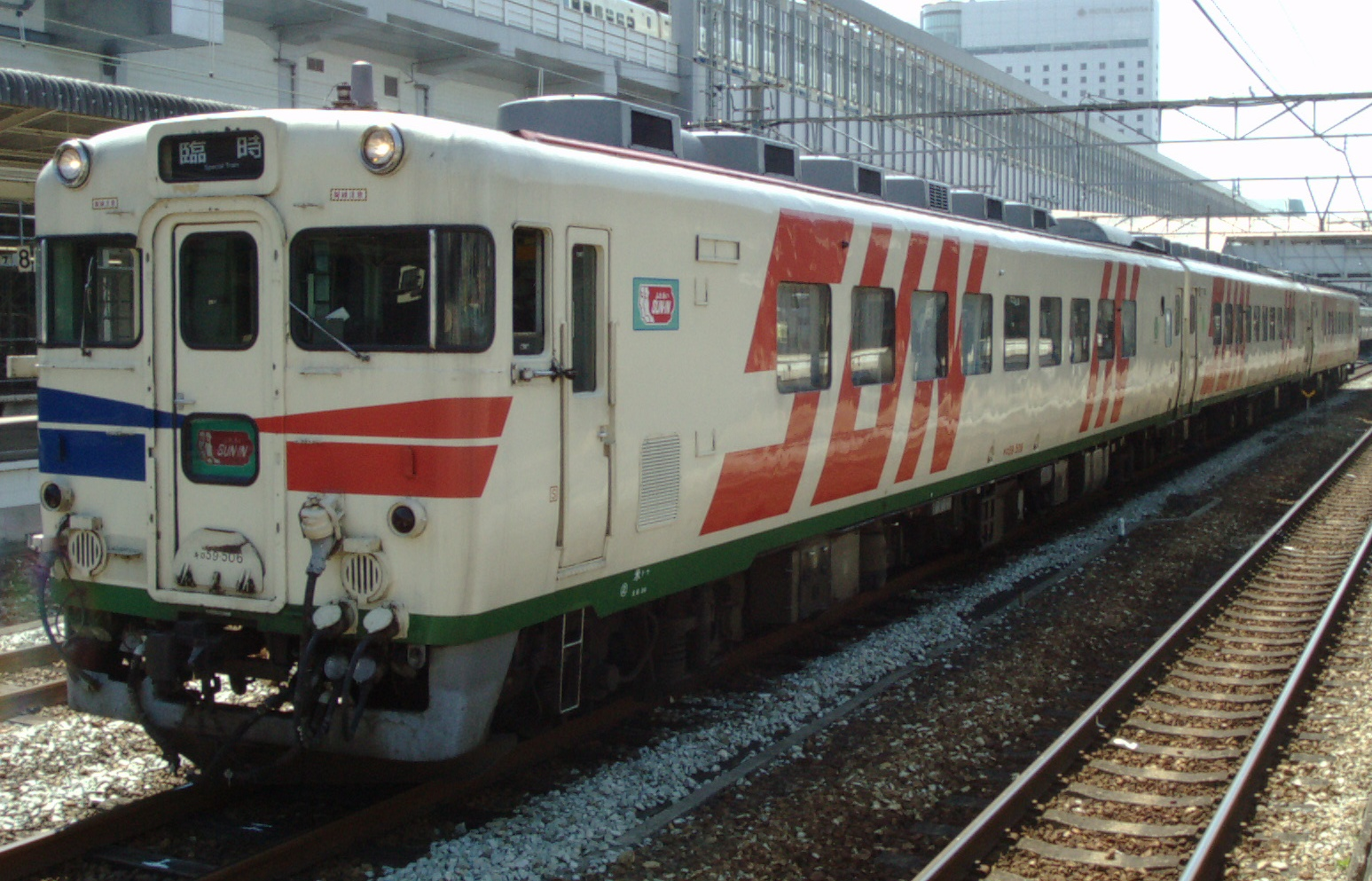
キロ59 506（手前）

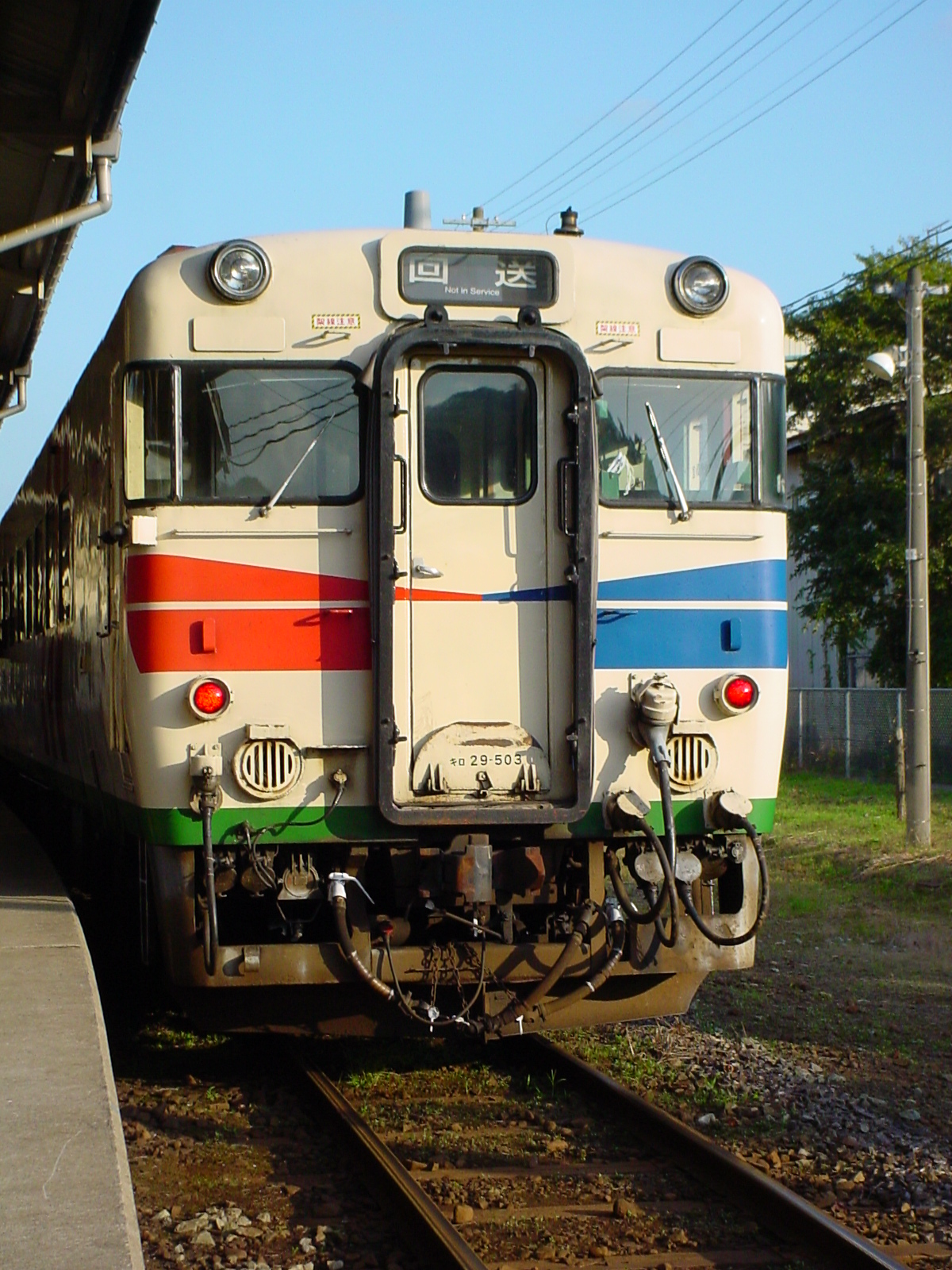
キロ29 503

ふれあいSUN-IN（ふれあいさんいん）は、日本国有鉄道（国鉄）および西日本旅客鉄道（JR西日本）が1986年（昭和61年）から2008年（平成20年）まで保有していた鉄道車両（気動車）で、ジョイフルトレインと呼ばれる車両の一種である。

## 改造の経緯
山陰地区でお座敷列車を運行するため米子鉄道管理局で1983年（昭和58年）から開発が進められ、1986年に落成した。山陰地区では非電化区間が多く、また機動的な運用を可能とするためキハ58系気動車を改造した3両編成とし、基本的には和室を主体としつつ、若年層向けに洋風和室や洋間をも設けた車両として開発された。改造工事は後藤車両所により実施されている。
愛称名の「ふれあいSUN-IN」は一般公募によっており、「降り注ぐ太陽」(SUN-IN)と「山陰」をかけたものである。

## 編成
以下の3両編成で構成される。車両番号の横の（ ）内は旧車両番号。3両とも定員は36名で、グリーン車扱いである。
- 1号車 キロ59 505（キハ58 1123）
- 2号車 キロ29 503（キハ28 3006）
- 3号車 キロ59 506（キハ58 1126）

## 構造

### 車体
車体側面では前位の出入口扉と戸袋窓、最後部の客室窓1枚がふさがれている。これにより出入口は後方の1か所のみとなっている。また中間車の2号車では中央部の窓3枚が従来に比べ左右方向に拡大され、連続窓となっていたが、晩年は元に戻されている。
車体の地色はクリーム12号とし、側面には車体全体にわたり「SUN IN」の文字を入れている。このロゴの色は山陰本線基準で山側が宍道湖に沈む夕日をイメージした赤11号、海側が日本海をイメージした青20号となっている。また車体裾部に山々の緑をイメージした緑14号の帯を入れている。
各車とも車体前面は大きく改造されていないが、先頭車（1・3号車）では貫通扉の窓下にヘッドサインを設置している。改造種車が後期製造のモデルチェンジ車であるため、運転室前面窓が側面まで回りこんだパノラミックウインドウで、前面下部にスカートが付いている。前面の帯の色は側面の「SUN IN」の文字と同じく山側が赤11号、海側が青20号である。
なお2号車は中間車であるが、運転室・運転用機器はそのままとなっている。運転台の向きはキロ59 505と同じである。

### 車内
車内は両端の1・3号車と中間の2号車で大きく異なっている。

#### 1号車
1号車は運転室寄りの車端部を除き、一端に通路を設けた畳敷きの和室となっている。通路の畳ははね上げ式であるが、畳のはね上げは従来と異なりスライドヒンジ式となっており、鎖などの固定金具類をなくしている。また座敷側の畳の下に防振ゴムを入れ、あらゆる方向の揺れを軽減している。通路寄りの座敷下には下足入れを設けている。
客室の最前部（運転室側車端部）の約4mの区域には洋間を設けている。洋間は絨毯敷きとし、ソファとテーブルを設置している。和室と洋間の間は仕切り壁は設けず、プランターボックスにより簡単に仕切っている。
天井は木目化粧板を使用した舟底形の天井とし、従来の冷風吹出口の間に吹出口と似た形の灯具カバーを設置し、その中に蛍光灯、スピーカーなどを収め、冷風吹出口と灯具カバーが一体的に見えるような形にしている。窓の日よけは従来のロールアップカーテンに代わり、和室部分では横引き式の障子が、洋間部分では横引きカーテンが取り付けられた。
客室最後部には床の間を設け、ここにカラオケ機器、ビデオ、モニターテレビを設置している。床の間と便所・洗面所の間には冷蔵ケースを設置している。洋間と運転室の間には更衣室と物置を設けている。

#### 2号車
2号車は洋風和室となっている。2号車では便所・洗面所を撤去して客室を延長し、中央の連続窓の部分約4mを絨毯敷きの洋間とし、ソファとテーブルを設置し、窓に横引きカーテンを取り付けている。洋間の前後には1号車と同様の畳敷きの和室を設け、窓に障子を取り付けている。2号車では洋間部分の通路の絨毯も和室と床の高さを揃えるためはね上げ式となっている。
天井は照明灯と冷風吹出口を覆う形の吊り下げ式の二重天井となっており、1・3号車とはデザインが異なる。
運転室後方には更衣室・物置を設け、客室の最前部にカラオケ機器、ビデオ、モニターテレビを設置している。客室とデッキの間には冷蔵ケースを設置している。物置の中にはサービス電源用のサイリスタインバータを設置している。

#### 3号車
1号車と室内の基本構造は同一であるが、編成を組んだ際に通路の位置を合わせるため、床と通路との位置関係が1号車と逆になっている。また障子枠のデザインなどが異なっている。

### 台車・機器
台車・走行機器は変更されておらず、従来のDT22C形台車（キロ29形の付随台車は同系列のTR51C形台車）、DMH17Hエンジンのままである。冷房装置・冷房電源も従来のAU13A形分散式冷房装置・4VK発電用エンジン・DM83形発電機のままであるが、先頭車の1・3号車では最後部の冷房装置1台が撤去された。

## 運用
落成後、米子機関区（のち後藤総合車両所）に配置された。1986年（昭和61年）4月11日に米子駅で出発式を実施して試乗会を開催し、同年4月15日より営業運行を開始した。国鉄分割民営化後はJR西日本米子支社に承継されている。
1987年（昭和62年）に同じくキハ58系改造の和式気動車「ほのぼのSUN-IN」が落成した後は、「ふれあいSUN-IN」と「ほのぼのSUN-IN」を併結して4 - 5両編成で運行されることもあった。
キロ59 506とキロ29 503は2007年（平成19年）7月6日に廃車となった。キロ59 505はその後も「ほのぼのSUN-IN」と編成を組んで運用されたが、2008年（平成20年）7月に検査期限が切れ、同年11月17日に廃車となった。さらに翌年1月に、車両事故を想定した救助訓練に使用され（一部の窓を破砕され、車体をエンジンカッターで切断された）、そのまま2月に解体された。